# 北島秀一
北島 秀一（きたじま しゅういち、1963年1月1日 - 2014年9月1日）は、日本のフードライター、ラーメン評論家。元新横浜ラーメン博物館広報担当。 

## 経歴
広島県広島市出身。広陵高等学校卒。進学のため上京、大学の通学路にあった熊本ラーメン桂花に魅せられる。
大学卒業後、大手電機メーカーに就職、出張先でラーメンを食べまくる。新横浜ラーメン博物館が主催するパソコン通信ネット「ラーメンネット」への参加が同博物館のスタッフの目に留まり、1997年、テレビ東京『TVチャンピオン』第4回ラーメン王選手権に出場。決勝戦で石神秀幸との激戦の末惜敗、準優勝。これを機にこの後、同番組の問題作成委員会に加わり、また週刊現代など多くの雑誌にラーメン評論を掲載、ラーメンジャーナリストの草分けとなった。同年12月から自身のラーメン食べ歩記サイト「電脳麺記」を開始。パソコン通信「NIFTY-Serve」時代からハンドルネームは「しう」。
1999年新横浜ラーメン博物館に転職、広報などを担当していたが白血病を患い2003年退職した。同年、「超らーめんナビ」の達人に就任。
その後はフリーのラーメンジャーナリストとして、雑誌への寄稿やテレビ出演などで活動した。その他、川崎駅前のラーメン横断組織「川崎麺店会」の発起人になるなどの活動も行った。2004年6月には、日本国内の全ての都道府県のラーメン食べ歩きを達成した。また、日本ラーメン協会の設立メンバーの一人で、顧問を務めていた。
2014年9月1日、胆管癌のため死去。51歳没。